# Dorrotartessus dorrigensis
Dorrotartessus dorrigensis är en insektsart som beskrevs av Evans 1981. Dorrotartessus dorrigensis ingår i släktet Dorrotartessus och familjen dvärgstritar. Inga underarter finns listade i Catalogue of Life.